# ليندا نوتشلين
ليندا نوتشلين (بالإنجليزية: Linda Nochlin)‏‏ (30 يناير 1931 في بروكلين - 29 أكتوبر 2017 ) مؤرخة الفن، ومؤرخة، وأستاذة جامعية من الولايات المتحدة.

## الجوائز
- زمالة غوغنهايم
- جائزة إنجاز العمر للتجمع النسائي للفن  [لغات أخرى]‏
- Distinguished Service to the Visual Arts Award ‏
- الدكتوراة الفخرية من جامعة هارفارد[14]

## روابط خارجية
- ليندا نوتشلين على موقع IMDb (الإنجليزية)
- ليندا نوتشلين على موقع الموسوعة البريطانية (الإنجليزية)